# Lamproptera
Lamproptera is een geslacht van vlinders in de familie van de pages (Papilionidae).

## Synoniemen
- Leptocircus Swainson, 1833

## Soorten
- Lamproptera curius (Fabricius, 1787)
- Lamproptera meges (Zinken, 1831)